# Pascal Barré
Pascal Barré (* 12. April 1959 in Houilles) ist ein ehemaliger französischer Sprinter.
Er feierte den größten Erfolg seiner Karriere bei den Olympischen Spielen 1980 in Moskau mit der französischen 4-mal-100-Meter-Staffel. Gemeinsam mit Antoine Richard, seinem Zwillingsbruder Patrick Barré und Hermann Panzo gewann er in 38,53 s die Bronzemedaille hinter den Mannschaften aus der Sowjetunion und Polen.
Außerdem wurde er bei den Leichtathletik-Europameisterschaften 1978 in Prag in der Staffel Vierter und belegte im 200-Meter-Lauf den fünften Platz. Bei den Leichtathletik-Europameisterschaften 1982 in Athen startete er in der 4-mal-400-Meter-Staffel und erreichte mit der französischen Mannschaft den siebten Rang. Darüber hinaus wurde er zweimal französischer Meister über 200 m (1978–1979) und einmal im 400-Meter-Lauf (1981).
Pascal Barré ist 1,74 m groß und wog zu seiner aktiven Zeit 66 kg.

## Bestleistungen
- 100 m: 10,29 s, 8. September 1979, Mexiko-Stadt
- 200 m: 20,38 s, 1. Juli 1979, Genf
- 400 m: 46,07 s, 15. August 1980, Lausanne (handgestoppt: 45,8 s, 26. September 1979, Saint-Maur-des-Fossés)